# Campylopus alatus
Campylopus alatus là một loài rêu trong họ Dicranaceae. Loài này được Broth. ex Iisiba Z. Iwats. & Nog. mô tả khoa học đầu tiên năm 1973.